# Österreichischer Fußball-Cup 2007/08

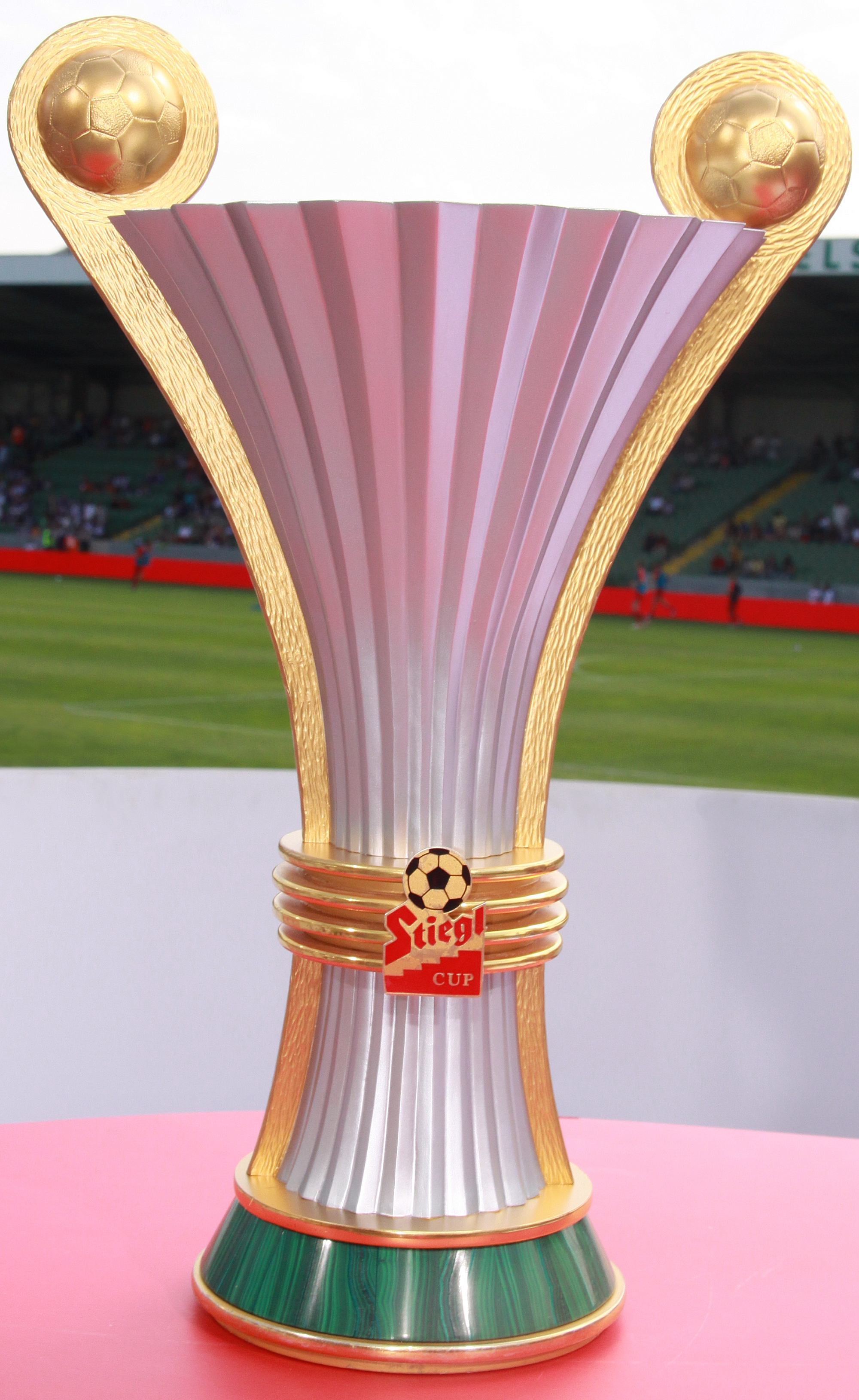
Trophäe des ÖFB-Cups seit 2004.

Der ÖFB-Cup der Saison 2007/08 (eigentlich ÖFB-Amateurcup 2007/08) wurde auf Grund der Europameisterschaft 2008 nur auf Amateurbasis gespielt, da alle 22 Profimannschaften der Bundesliga und der Ersten Liga auf Empfehlung des ÖFB auf ihre Teilnahme verzichteten. Jedoch handelte es sich gerade bei den führenden Teams meist nicht um Amateure. Durch den damit verbundenen Wegfall gesetzter Vereine erhöhte sich die Teilnehmerzahl von 52 auf 64.

## Ausscheidungsspiele

### Achtelfinale
|                        | Ergebnis           |                           |
| ---------------------- | ------------------ | ------------------------- |
| FC Blau-Weiß Feldkirch | 3:1 (2:1)          | SV Grödig                 |
| WSG Swarovski Wattens  | 3:1 (3:0)          | SPG Axams/Götzens         |
| ASK Voitsberg          | 3:1 (2:1)          | Grazer AK                 |
| FC Wels                | 3:0 (2:0)          | SVG Bleiburg              |
| FC Großklein           | 2:4 (1:4)          | SV Feldkirchen            |
| SV Horn                | 3:0 (1:0)          | SC Eisenstadt             |
| SV Wienerberger        | 0:3 (0:1)          | SKN St. Pölten            |
| Floridsdorfer AC       | 3:1 n.V (1:1, 0:1) | VfB Admira Wacker Mödling |

### Viertelfinale
|                        | Ergebnis  |                       |
| ---------------------- | --------- | --------------------- |
| SV Feldkirchen         | 3:2 (0:1) | FC Wels               |
| ASK Voitsberg          | 0:2 (0:0) | SKN St. Pölten        |
| FC Blau-Weiß Feldkirch | 3:2 (1:1) | WSG Swarovski Wattens |
| Floridsdorfer AC       | 0:3 (0:1) | SV Horn               |

### Halbfinale
|                        | Ergebnis                  |                |
| ---------------------- | ------------------------- | -------------- |
| SKN St. Pölten         | 1:3 (1:1)                 | SV Horn        |
| FC Blau-Weiß Feldkirch | 2:3 n. V. (1:2, 1:1, 1:1) | SV Feldkirchen |

## Finale
Das Finale wurde entgegen den ursprünglichen Plänen nicht in einem Spiel auf neutralem Boden, sondern in Hin- und Rückspiel ausgetragen. Es galt die Auswärtstorregel.
| Datum        |                | Ergebnis  |                |
| ------------ | -------------- | --------- | -------------- |
| 12. Mai 2008 | SV Horn        | 1:1 (1:0) | SV Feldkirchen |
| 26. Mai 2008 | SV Feldkirchen | 1:2 (1:0) | SV Horn        |
| Gesamt:      | SV Horn        | 3:2       | SV Feldkirchen |

Im Gegensatz zur vergangenen Auflage qualifizierte sich der SV Horn nicht für den UEFA-Cup, war aber für den ÖFB-Cup 2008/09 für das Achtelfinale gesetzt. Außerdem bestritt der Sieger ein Freundschaftsspiel gegen den Meister SK Rapid Wien.